# تپه کالولار
تپه کالولار مربوط به دوره صفوی است و در شهرستان مشگین‌شهر، بخش مرکزی، دهستان مشکین غربی روستای آلوچ واقع شده و این اثر در تاریخ ۲۸ اسفند ۱۳۸۵ با شمارهٔ ثبت ۱۹۰۰۲ به‌عنوان یکی از آثار ملی ایران به ثبت رسیده است.